# Ectropothecium leptochaeton
Ectropothecium leptochaeton är en bladmossart som beskrevs av William Russell Buck 1983. Ectropothecium leptochaeton ingår i släktet Ectropothecium och familjen Hypnaceae. Inga underarter finns listade i Catalogue of Life.